# Каля (Долна Нушка)
Калята (на гръцки: Καϊλιάς, Γκαϊλές, Κάστρο Δαφνουδίου) е антично и средновековно отбранително съоръжение, разположено край сярското село Долна Нушка (Дафнуди), Северна Гърция.

## Местоположение
Развалините на крепостта са на 2,5 km североизточно от Долна Нушка. От източната ѝ страна тече река Дравуща (Сари Алум, Каравити, Каравик), а от западната река Чавдар тепе, която се влива в Дравуща южно от хълма. На север е най-уязвимата точка на крепостта, където се образува малка шийка, свързваща Калята с няколко метра по-високия съседен хълм. През тази шия е минавал павиран път, чиито следи личат и днес.
Стратегически крепостта не е на ключова позиция. Тя не наблюдава голяма площ и няма пряка видимост към някоя съседна крепост. Вместо това мястото изглежда е избрано така, че да не бъде лесно забелязано.

## История
Крепостта не е идентифицирана с никоя известна от историческите източници. Хълмът е бил обитаван от праисторическия период, тъй като е открита повърхностна керамика от късната бронзова епоха.
На хълма Чавдар тепе, разположен непосредствено северозападно от хълма Калята, има некропол с изсечени в скалата гробове и около него фрагменти от римско време. Тези гробници са по-стари от крепостта.
Керамика, принадлежаща към късния римски-раннохристиянския период, е открита вътре в крепостта. Така крепостта се датира от елинистическо до османско време.
От зидарията, която се състои от недялани камъни със свързващ хоросан, можем да сме сигурни, че крепостта е построена от ранновизантийския период нататък. В „Археологико Делтио“ от 1967 година (брой 22/Б2) е формулирана хипотезата, че крепостта вероятно датира от османския период.

## Описание
Периметърът на крепостта е около 600 m, обхващащ площ от 21 декара. Самсарис Петрос, посетил хълма в 1994 година, съобщава, че на върха му има полета със зърнени култури. Днес нивите са изоставени и покрити с гъста растителност.
На различни места са запазени останки от стената на крепостта. Най-характерният и видим елемент от укреплението е непрекъсната стена от западната страна, с обща дължина около 70 m и максимална височина около 3 m. Зидарията се състои от полуобработени камъни с различни размери със свързващ хоросан във фугите и неравномерно използване на тухли. Виждат се няколко дупки в стената, вероятно от използването на скеле по време на строителството. Тази стена днес изглежда е нещо като подпорна стена, но в оригиналната си форма трябва да е била висока над 10 m, за да бъде по-висока от нивото на земята в крепостта. В стената има и голям изкуствен отвор с размери 0,20 m x 0,95 m, който прилича на илюминатор или бойница за пушка и може би поради формата на този отвор се предполага, че крепостта е османска.
В останалата част от замъка са запазени само фрагментарни елементи от укреплението. От северната уязвима страна има участък от стена с височина 3 m и дебелина 2 m и друг с дължина около 10 m и с височина не повече от 1,5 m. В южния ъгъл има разпръснати останки от зид. На югоизток прави впечатление геоложка формация с високи отвесни скали, успоредни на източната река.
От стръмната източна страна нищо не е оцеляло и не изглежда да е имало зид. Отвесните високи скали, образувани от тази страна, съчетани с минаващия отдолу поток Дравуща, го правят недостъпен за врага.
На платото на върха на хълма, но също и по източния склон се виждат основи на сгради, каменни купчини, керамика и керемиди.
По средата на източната полегата страна, на място с отвесни скали, има малка естествена пещера с много труден подход до нея. Според местната традиция пещерата е комуникирала чрез скрит портик с вътрешността на крепостта. Предполага се, че пещерата и дупката са служили на обсадените за достъп до водата на източния поток чрез хвърляне на кофи с въжета. По принцип в крепостите е много обичайно да има скрита порта или проход към съседна река, за да се осигури водоснабдяване в условия на обсада. В тези случаи водните резервоари вътре или не съществуват, или са малки.